# Banna
Banna  es un municipio filipino de cuarta categoría perteneciente a la provincia de Ilocos Norte.

## Geografía
Tiene una extensión superficial de 92.73 km² y según el censo del 2007, contaba con una población de 18.161 habitantes y 3.420 hogares; 19.051 habitantes el día primero de mayo de 2010
Situado en la cima de la meseta a unos 37 kilómetros al sureste de la ciudad de Laoag. Está limitado al este por Nueva Era, por el Sur con Pinili; al oeste con Batac, y en el norte por Marcos.

### Barangayes
Banna se divide, a los efectos administrativos, en 20 barangayes o barrios, todos de carácter rural, excepto dos: Marcos y Valenciano.
| - Balioeg - Bangsar - Barbarangay - Bomitog - Bugasi | - Caestebanan - Caribquib - Catagtaguen - Crispina - Hilario (Población) | - Imelda - Lorenzo (Población) - Macayepyep - Marcos (Población) - Nagpatayan | - Valdez - Sinamar - Tabtabagan - Valenciano (Población) - Binacag |

## Historia
La palabra Banna recuerda a un cacique llamado Banna.
En 1960 cambiaron el nombre de Banna por el de Espíritu en honor al que fuera gobernador y también alcalde Santiago Espíritu.
La ciudad de Espíritu recupera su anterior nombre en el año de 1995